# Sulejman Filipović
Sulejman Filipović (Glamoč, 28. veljače 1896. – Sarajevo, 22. prosinca 1971.), časnik Jugoslavenske vojske, sudionik Narodnooslobodilačke borbe i društveno-politički radnik FNR Jugoslavije i NR Bosne i Hercegovine.

## Životopis
Rodio se je 28. veljače 1896. godine u Glamoču. Srednju je školu završio u Sarajevu. Pripadao je krugu nacionalno-revolucionarne omladine, zbog čega su ga austrougarske vlasti uhitile 1914. godine.
Od 1920. do 1941. godine bio je djelatnim časnikom Jugoslavenske kraljevske vojske. Godine 1941. kratkotrajno su ga držali zarobljenim pripadnici Wehrmachta. Kao domobranski pukovnik i zapovjednik Tuzlanske brigade, mjeseca listopada godine 1943. prigodom prvoga oslobođenja Tuzle, s oko 5000 vojnika i svim časnicima (po drugom tumačenju 2200 vojnika i 74 časnika), prešao je u Narodnooslobodilačku vojsku i partizanske odrede Jugoslavije. Na Drugom zasjedanju AVNOJ-a, mjeseca studenoga 1943., izabran je u Nacionalni komitet oslobođenja Jugoslavije, a 1943. i 1944. godine u Predsjedništvo ZAVNOBiH-a. Do 9. prosinca 1944. bio je povjerenikom za šume i rude.
Poslije drugoga svjetskoga rata bio je ministrom šumarstva u Privremenoj Vladi Demokratske Federativne Jugoslavije, članom Privrednoga savjeta Vlade FNRJ, potpredsjednikom Narodne skupštine FNRJ, prvim potpredsjednikom Vlade Narodne Republike Bosne i Hercegovine (do 1948.) i dopredsjednikom Prezidija Narodne skupštine NR Bosne i Hercegovine. Bio je članom Izvršnoga odbora Narodne fronte Jugoslavije, te Saveznoga odbora Socijalističkoga saveza radnoga naroda Jugoslavije i Glavnoga odbora Socijalističkoga saveza radnoga naroda Bosne i Hercegovine.
Umirovljen je godine 1953. Umro je 22. prosinca 1971. godine u Sarajevu.
Nositelj je Ordena narodnoga oslobođenja, Ordena bratstva i jedinstva I. reda i partizanskoga križa Republike Poljske.
Izjašnjavao se Hrvatom.

## Činovi
- potpukovnik, Kraljevska jugoslavenska vojska
- pukovnik, Hrvatsko domobranstvo (od 1942. Domobranstvo)
- rezervni general-major, Jugoslavenska narodna armija (do 1951. Jugoslavenska armija)